# Louis Van Tilt
Louis Van Tilt (n. 28 martie 1875 – d. 3 august 1942) a fost un trăgător de tir ce a reprezentat Belgia, medaliat olimpic. A participat la 2 ediții ale Jocurilor Olimpice (1920, 1924) în care a câștigat o medalie de argint.